# Ateuchus tridenticeps
Ateuchus tridenticeps là một loài bọ cánh cứng trong họ Bọ hung (Scarabaeidae).